# Ван Цзиньбо
Ван Цзиньбо́ (кит. упр. 王金波, пиньинь Wáng Jīnbō; род. 15 мая 1995, Харбин) — китайский кёрлингист.
В составе мужской сборной Китая участник зимней Универсиады 2013.

## Достижения
- Тихоокеанско-азиатский чемпионат по кёрлингу: золото (2014), бронза (2015).
- Тихоокеанско-азиатский чемпионат по кёрлингу среди юниоров: золото (2011, 2014), серебро (2015).

## Команды
| Сезон                                               | Четвёртый                            | Третий                               | Второй        | Первый                               | Запасной                                                | Турниры                         |
| --------------------------------------------------- | ------------------------------------ | ------------------------------------ | ------------- | ------------------------------------ | ------------------------------------------------------- | ------------------------------- |
| 2010—11                                             | Huang Ji Hui                         | Ба Дэсинь                            | Ма Сююэ       | Чжан Жунжуй (ТАЧЮ) Ван Цзиньбо (ЧМЮ) | Ван Цзиньбо (ТАЧЮ) Чжан Жунжуй (ЧМЮ) тренер: Ли Хунчэнь | ТАЧЮ 2011 · ЧМЮ 2011 (7 место)  |
| 2012—13                                             | Zhang Zhongbao                       | Цзян Дунсюй                          | Сюй Цзинтао   | Ван Цзиньбо                          | Чжан Жунжуй тренер: Zhu Yu                              | ЧМЮ 2013 (9 место)              |
| 2013—14                                             | Ма Сююэ                              | Ма Яньлун                            | Xiao Shicheng | Ван Цзиньбо                          | Pan Jiaqi тренер: Liu Chun Hua                          | ЗУ 2013 (9 место)               |
| 2013—14                                             | Цзоу Дэцзя                           | Bai Yang                             | Ван Цзиньбо   | Чжан Жунжуй                          | Wang Peng                                               |                                 |
| 2013—14                                             | Ван Цзиньбо (ТАЧЮ) Шао Чжилинь (ЧМЮ) | Шао Чжилинь (ТАЧЮ) Ван Цзиньбо (ЧМЮ) | Лин Чжи       | Liang Shuming                        | Zhang Tianyu тренер: Чжан Чжипэн                        | ТАЧЮ 2014 · ЧМЮ 2014 (10 место) |
| 2014—15                                             | Цзан Цзялян                          | Цзоу Дэцзя                           | Ба Дэсинь     | Zou Qiang                            | Ван Цзиньбо тренер: Ли Хунчэнь                          | ТАЧ 2014                        |
| 2014—15                                             | Ван Цзиньбо                          | Шао Чжилинь                          | Сюй Цзинтао   | Zhang Tianyu                         | Zhao Ran тренер: Ван Фэнчунь                            | ТАЧЮ 2015                       |
| 2014—15                                             | Цзан Цзялян                          | Цзоу Дэцзя                           | Ба Дэсинь     | Ван Цзиньбо                          | Чжан Жунжуй тренер: Ли Хунчэнь                          | ЧМ 2015 (8 место)               |
| 2015—16                                             | Цзоу Дэцзя                           | Ван Цзиньбо                          | Zhang Tian Yu | Чжан Жунжуй                          |                                                         |                                 |
| 2015—16                                             | Цзан Цзялян                          | Сюй Сяомин                           | Ба Дэсинь     | Ван Цзиньбо                          | Цзоу Дэцзя тренер: Ли Хунчэнь                           | ТАЧ 2015                        |
| 2016—17                                             | Ma Xiu Yue                           | Ван Цзиньбо                          | Wang Jingyuan | Zhang Tian Yu                        | Шао Чжилинь                                             |                                 |
| 2017—18                                             | Ma Xiu Yue                           | Ма Яньлун                            | Ван Цзиньбо   | Wang Jingyuan                        |                                                         |                                 |
| 2018—19                                             | Цзан Цзялян                          | Ба Дэсинь                            | Ма Яньлун     | Ван Цзиньбо                          | тренер: Даниэль Рафаэль                                 | КМ 2018/19 (1 этап) (7 место)   |
| Кёрлинг среди смешанных команд (mixed curling)      |                                      |                                      |               |                                      |                                                         |                                 |
| 2011—12                                             | Ван Цзиньбо                          | Ян Ин                                | Bai Yang      | Cao Yilun                            | тренер: Ли Хунчэнь                                      | ЗЮОИ 2012 (9 место)             |
| Кёрлинг среди смешанных пар (mixed doubles curling) |                                      |                                      |               |                                      |                                                         |                                 |
| 2011—12                                             | Ван Цзиньбо                          | Ina Roll Backe                       |               |                                      |                                                         | ЗЮОИ 2012 (9 место)             |

(скипы выделены полужирным шрифтом)

## Частная жизнь
Начал заниматься кёрлингом в 2009, в возрасте 13 лет.